# NGC 3665

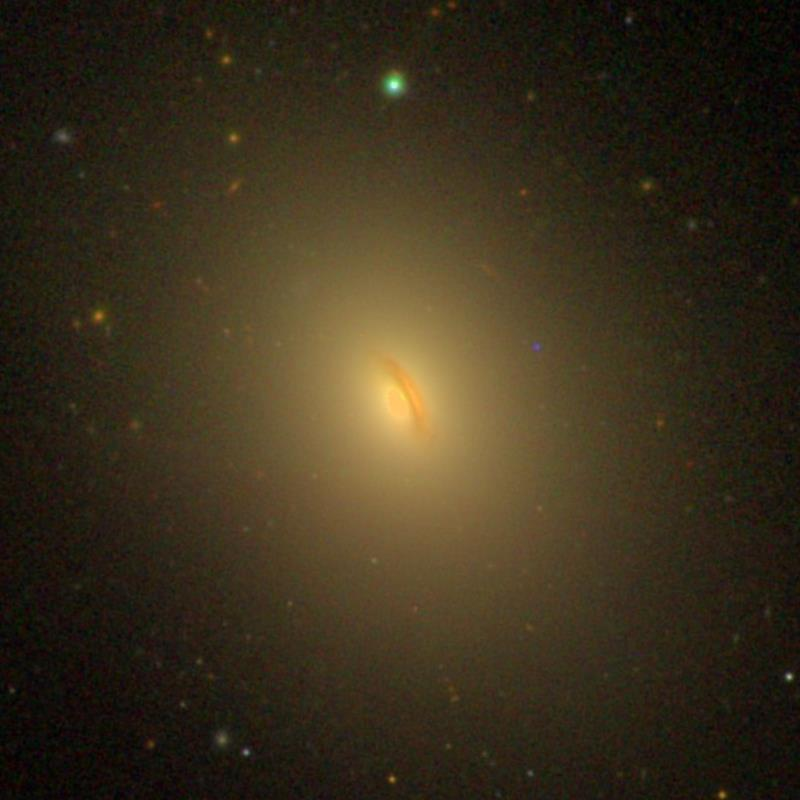
Hình ảnh của NGC 3665 của SDSS

NGC 3665 là tên của một thiên hà hình hạt đậu nằm trong chòm sao Đại Hùng. Khoảng cách của nó với trái đất của chúng ta là khoảng xấp xỉ 85 triệu năm ánh sáng. Kích thước biểu kiến của nó là khoảng 85000 năm ánh sáng. Vào ngày 23 tháng 3 năm 1789, nhà thiên văn học người Anh gốc Đức William Herschel đã phát hiện ra nó.

## Đặc điểm
Cái đĩa của NGC 3665 có sự hiện diện của một làn bụi quay tròn. Nó chứa nhiều đám mây phân tử, các nhà thiên văn cũng đã phát hiện ra là có sự có mặt của khí CO. Tổng khối lượng của các đám mây phân tử của nó là khoảng 108.91 khối lượng mặt trời. Nó phát ra quá nhiều tia cực tím, điều này thể hiện rằng có rất nhiều những ngôi sao trẻ trong thiên hà này. Tỉ lệ hình thành sao của NGC 3665 thì ước tính là khoảng 17 lần khối lượng mặt trời trên 10 năm. Tỉ lệ này thấp hơn so với những dự tính là do có nhiều các đám mây phân tử. Có ý kiến cho rằng điểm phình của nó có khối lượng rất nặng nhưng kích của nó rất nhỏ, do vậy mật độ các vật chất bên trong nó rất dày đặc. Các luồng khí lạnh bên trong nó đã ổn định, do vậy sự hình thành sao của thiên hà này đã bị ngăn chặn.
Có một siêu tân tinh nằm trong NGC 3665 tên là SN 2002hl. Nó được phát hiện bởi T. Boles bằng những bức ảnh chụp bằng cảm biến CCD không sử dụng bộ lọc vào ngày 5 tháng 11 năm 2002 với một gương phản chiếu 0,35m, một phần của đội tuần tra U.K. Tân tinh/Siêu tân tinh. Cấp sao cao nhất của nó là 16,3, quang phổ của nó cho biết nó thuộc loại Ia.

## Dữ liệu hiện tại
Theo như quan sát, đây là thiên hà nằm trong chòm sao Đại Hùng và dưới đây là một số dữ liệu khác:
Xích kinh 11h 24m 43.7s
Độ nghiêng +38° 45′ 46″
Giá trị dịch chuyển đỏ 0.006901 ± 0.000017  
Cấp sao biểu kiến 10.7 
Vận tốc xuyên tâm 2,069 ± 5 km/s
Kích thước biểu kiến 4′.3 × 3′.3 
Loại thiên hà SA(s)0^0^ 